# شوتا چوچیشویلی
شوتا چوچیشویلی (گرجی: შოთა ჩოჩიშვილი؛ ۱۰ ژوئیهٔ ۱۹۵۰ – ۲۷ اوت ۲۰۰۹) جودوکار و کشتی‌گیر کشتی حرفه‌ای اهل گرجستانی‌تبار اتحاد جماهیر شوروی سوسیالیستی بود.